# 秋赤音
秋赤音（あきあかね）は、日本のイラストレーター。

## 概要
ペンネームは赤とんぼのアキアカネが由来。
2008年頃からニコニコ動画にて動画投稿やVOCALOID楽曲へのイラスト提供を中心として活動。
2011年8月17日にトイズファクトリーより『antinotice/花弁』を発売しメジャーデビュー。2011年11月30日発売、ゆずのシングル「翔」のジャケットイラストを手がける。2012年1月6日よりTBS『中居正広の金曜日のスマたちへ』のOPのキャラクターデザインと歌唱を担当。2012年11月21日発売、渡辺麻友のシングル『ヒカルものたち』の衣装デザインと完全生産限定盤ジャケットイラストを手がける。2014年ニュージーランド出身のシンガーソングライター、ロードの『ロイヤルズ』日本語オリジナル・リリック・ビデオを担当。2019年にフランスのエレクトロニック・ミュージック・デュオのジャスティスとコラボレーション、国際音楽祭『SOMEWHERE,』にて公開された。
『一血卍傑 -ONLINE』のウシワカマルやイヌガミ、『#コンパス 戦闘摂理解析システム』のルチアーノやマリア、『Paradox Live』のBAE、小説連動型和風楽曲プロジェクト『神神化身』などのキャラクターデザインを担当している。
2022年10月よりNFTプロジェクト『アヤカシ倶楽部(AYAKASHI CLUB)』始動。2023年に『初音ミク JAPAN TOUR 2023 ～THUNDERBOLT～』メインビジュアルの制作。
2019年東京銀座にて個展『懊悩呻吟の果てに』、2020年台湾にて個展『極光』、2024年3月韓国にて個展『はなつづき』、2024年8月に京都にて画集発売記念イラスト展『脈』を開催している。

## 作品リスト

### 画集
- 秋 赤音画集 -RGB-（KADOKAWA）2013年
- ILLUSTRATION MAKING & VISUAL BOOK　秋赤音（翔泳社）2014年
- 秋赤音画集 余波（玄光社）2020年
- 秋赤音画集　脈（玄光社）2024年